# 无玷圣母方尖碑
40°50′49″N 14°15′06″E / 40.846960°N 14.251560°E

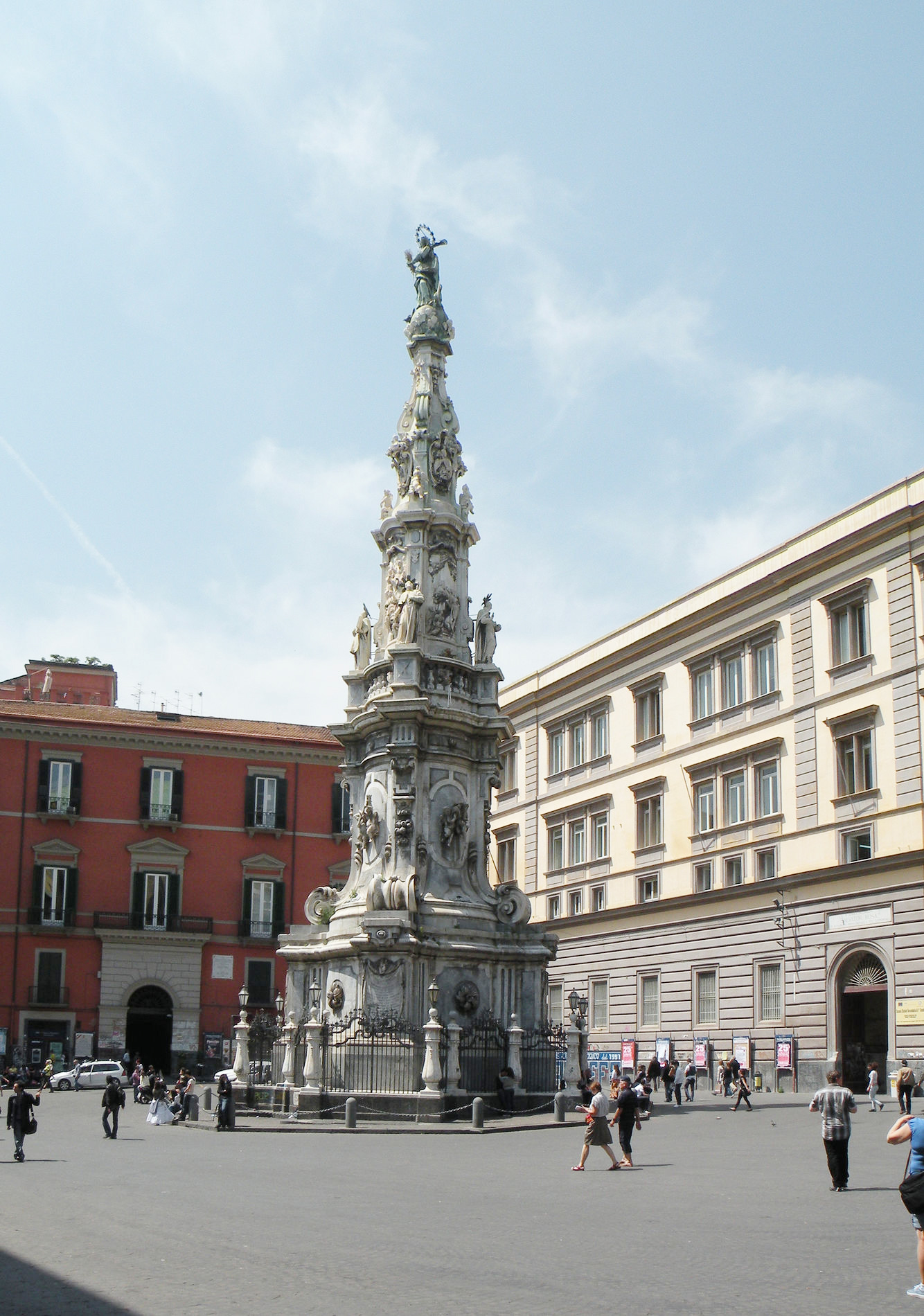

无玷圣母方尖碑（意大利语：Obelisco dell'Immacolata；法语：Obélisque de l'Immaculée Conception）是那不勒斯的一座巴洛克风格的方尖碑，位于新耶稣广场（Piazza del Gesù Nuovo）的中心，面对新耶稣教堂（Chiesa di Gesù Nuovo）。这件作品高30米，覆盖着大理石，是那不勒斯巴洛克式雕塑最好的例子之一。
按年代来说，这是那不勒斯的三大方尖碑中年代最晚的一座，竖立于18世纪，晚于圣雅纳略方尖碑（Obelisco di San Gennaro）和圣多明我方尖碑（Obelisco di San Domenico）。
无玷圣母方尖碑建于1747-1750年。卡洛三世希望人们不必进入新耶稣教堂，就有机会欣赏到无玷圣母的雕像。方尖碑的创建者是耶稣会神父方济各·佩佩（Francesco Pepe），他拒绝王室的赞助，通过公共捐款完成了方尖碑的建造。设计者是朱塞佩·吉诺诺（Giuseppe Genoino），主要雕塑家是马特奥·博蒂格利耶里（Matteo Bottiglieri）和弗朗切斯科·帕加诺（Francesco Pagano）。方尖碑丰富的装饰是那不勒斯巴洛克式雕塑的缩影。
该地点曾经是西班牙国王费利佩五世的骑马雕像，由洛伦佐·瓦卡罗创作于1705年，以纪念国王几年前访问那不勒斯。1707年，奥地利军队进入那不勒斯，结束了西班牙总督的统治，摧毁了这尊雕像。
每年12月8日，消防队员都会在雕像的头上敬献花圈，以纪念“圣母无玷始胎”。

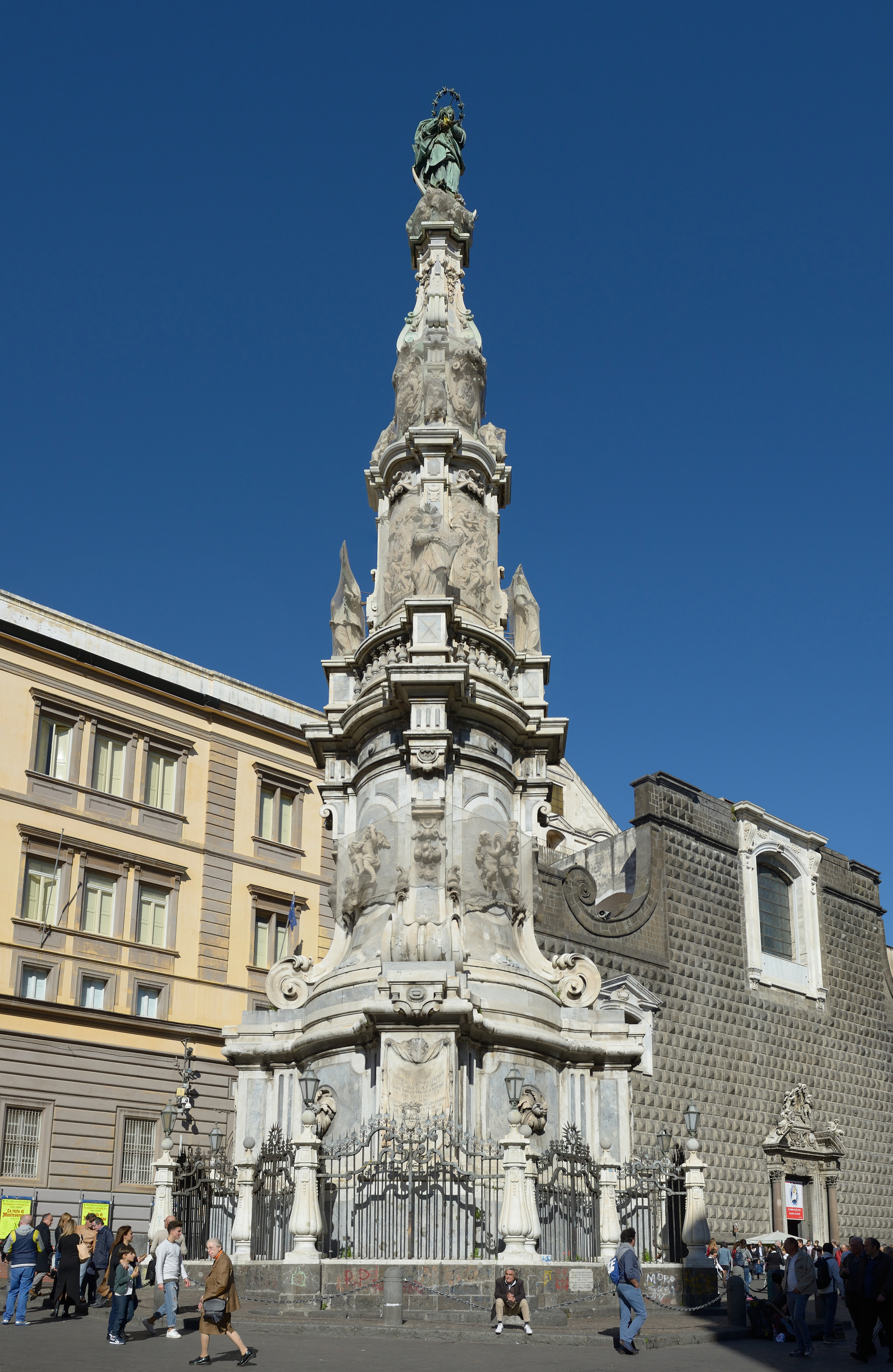
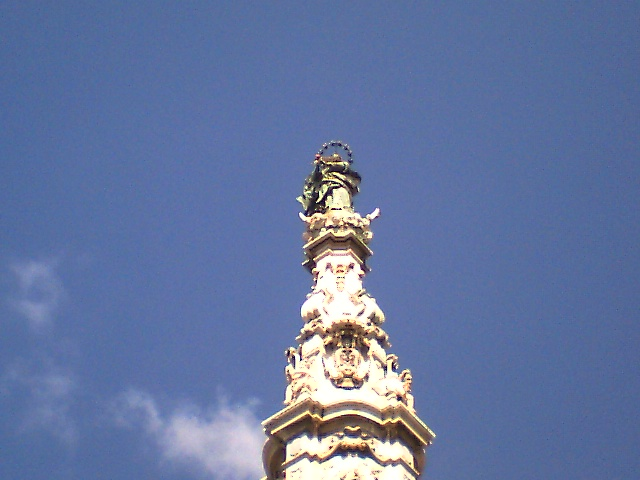
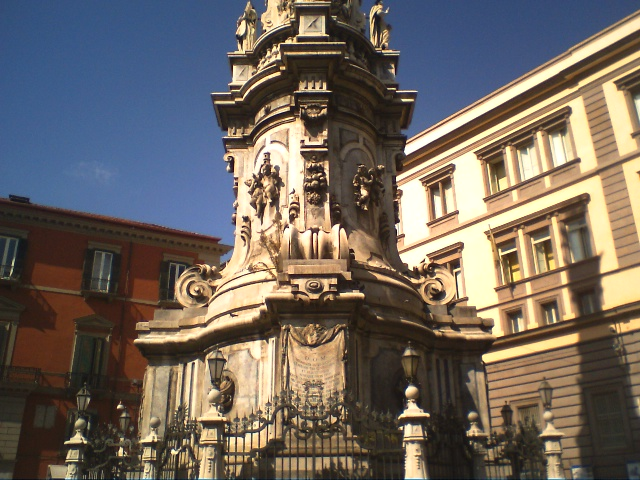